# Loi de 1868 sur la presse
La loi libérale du 11 mai 1868 sur la presse fit l’objet de très longs et très riches débats pour le Corps législatif et au Sénat français, de la fin janvier au mois de mars.
Eugène Rouher, hostile au projet, fut contraint par l’empereur de le défendre. La loi sanctionnait l’abandon du système préventif pour imposer un système répressif en enlevant pour l’essentiel à l’administration le contrôle arbitraire de la presse et confié à la justice la sanction des délits de presse. Le système 1852 fut démantelé : la simple déclaration remplaçait l’autorisation préalable, les avertissements étaient abolis, le timbre fut réduit de 6 à 5 centimes.
- Un des premiers effets de la nouvelle loi est de multiplier les procès en correctionnel. Mais ni les amendes ni la prison ne furent un obstacle efficace contre la formidable montée en nombre et en audace de la nouvelle presse d’opposition révolutionnaire.
- La justice est incapable d’assurer à elle seule le contrôle des journaux. La suppression de l’autorisation préalable fut suivi par la création à Paris, mais aussi dans les départements, d’une masse de titres nouveaux dont bien peu soutenaient l’Empire.

En mai 1870, alors que les 18 quotidiens parisiens politiques fondés en mai 1868 diffusaient 227 300 exemplaires, les 13 autres nés après cette date en diffusaient 236 000. En 2 ans, le tirage de la presse politique nationale avait été multiplié par 2 et le mouvement était presque équivalent en province. Beaucoup de ces nouveaux titres étaient très clairement opposés à l’Empire et à son personnel politique : l’effet de cette propagande révolutionnaire fut d’autant plus grand que la loi de juin 1868 sur les réunions politiques offrait aux orateurs républicains l’occasion d’en populariser encore plus les thèmes, à Paris et dans les grandes villes du moins.
Aux quotidiens se joignaient des feuilles hebdomadaires, dont la plus célèbre fut La Lanterne d’Henri Rochefort, chroniqueur du Figaro, brochure de 62 pages de petit format. Son succès fut considérable : dès son premier numéro en mai 1868, elle tira à 120 000 exemplaires et son insolence entamait une véritable « révolution du mépris ». Après sa suppression, le relais fut pris par d’autres feuilles démocrates et porté en 1870 à son apogée par le quotidien La Marseillaise.
L’affaire de la souscription Baudin en décembre 1869 fut suscitée par la presse d’opposition. Puis, l’affaire de l'assassinat du journaliste Victor Noir par Pierre Bonaparte en janvier 1870 ébranla fortement l’autorité du pouvoir et contribua à une opposition de l’opinion qui joua un rôle non négligeable lors de la crise qui précéda la déclaration de la guerre à la Prusse.
Il est caractéristique que, parmi les nouveaux journaux, à part le Peuple français subventionné par l’Empereur et Le Gaulois concurrent bonapartiste du Figaro, les titres les mieux achalandés étaient : La Marseillaise de Henri Rochefort et Le Rappel de la famille Hugo qui se situaient à l’extrême gauche. Leurs thèmes furent souvent repris par la presse de la Commune.